# Proyecto Skunkworks
Un Proyecto Skunk Works está desarrollado normalmente por un reducido y estructurado grupo de personas que investigan y desarrollan un proyecto principalmente en áreas de la innovación. El término generalmente se refiere a los proyectos de tecnología, que proviene del término Skunk Works, un apelativo para los Programas de Desarrollo Avanzado de la Lockheed Martin (anteriormente Proyectos de Desarrollo Avanzado de la Lockheed).
Un  proyecto skunkworks a menudo se lleva a cabo con un alto grado de autonomía y libertad por la burocracia, para completar trabajos en proyectos avanzados o secretos. Estos proyectos se llevarán a cabo a menudo en secreto en el entendimiento de que si el desarrollo tiene éxito, el producto se diseñará de acuerdo con el posterior proceso habitual.